# Трилісці (зупинний пункт)
Трилі́сці — пасажирський залізничний зупинний пункт Рівненської дирекції Львівської залізниці.
Розташований у селі Трилісці Рожищенського району Волинської області на лінії Здолбунів — Ковель між станціями Голоби (12 км) та Переспа (3 км).
Станом на березень 2019 року щодня чотири пари електропоїздів прямують за напрямком Ковель-Пасажирський — Ківерці/Луцьк/Здолбунів.